# Pseudactium ursum
Pseudactium ursum är en skalbaggsart som beskrevs av Christopher E. Carlton 1995. Pseudactium ursum ingår i släktet Pseudactium och familjen kortvingar. Inga underarter finns listade i Catalogue of Life.